# Mario Basler
Mario Basler (sinh ngày 18 tháng 12 năm 1968) là một huấn luyện viên bóng đá và cựu cầu thủ chuyên nghiệp người Đức, từng chơi ở vị trí tiền vệ phải.
Là một chuyên gia bóng chết, Basler nổi tiếng với khả năng ghi bàn từ các quả đá phạt và thậm chí từ các quả phạt góc – thường được gọi là “bàn thắng Olympic”. Ông cũng được biết đến nhờ sự sáng tạo trong lối chơi.

## Sự nghiệp câu lạc bộ
Basler sinh ra tại Neustadt an der Weinstraße và bắt đầu sự nghiệp tại 1. FC Kaiserslautern, nơi ông chỉ có một lần ra sân ở giải vô địch quốc gia. Năm 1993, ông gia nhập SV Werder Bremen ở Bundesliga, sau khi từng thi đấu cho Hertha BSC và Rot-Weiss Essen tại giải hạng hai (2. Bundesliga). Tại Bremen, Basler giành DFB-Pokal năm 1994 và cùng đội về nhì tại Bundesliga năm 1995. Mùa giải 1994–95, Basler là đồng vua phá lưới Bundesliga với 20 bàn thắng.
Năm 1996, Basler gia nhập FC Bayern Munich, nơi ông giành hai chức vô địch Bundesliga vào các năm 1997 và 1999, và ghi bàn quyết định trong trận chung kết DFB-Pokal 1998 giúp Bayern vô địch. Tại trận chung kết UEFA Champions League 1999 ở Camp Nou, Barcelona, Basler ghi bàn mở tỷ số cho Bayern ở phút thứ 6 từ một quả đá phạt, nhưng đội bóng sau đó thua Manchester United với tỷ số 1–2.
Năm 1999, Basler trở lại 1. FC Kaiserslautern, nơi ông giúp đội vào bán kết UEFA Cup 2001 và chung kết DFB-Pokal 2002–03, nhưng đội bị đánh bại bởi câu lạc bộ cũ của ông, Bayern Munich.

## Sự nghiệp quốc tế
Basler có 30 lần khoác áo đội tuyển quốc gia Đức từ năm 1994 đến 1998 và ghi được hai bàn thắng. Ông được triệu tập vào đội hình tham dự World Cup 1994 và Euro 1996, giải đấu mà Đức giành chức vô địch, dù Basler không ra sân trận nào trong giải đấu.

## Danh hiệu
Werder Bremen
- DFB-Pokal: 1993–94
- DFL-Supercup: 1993, 1994[3][4]

Bayern Munich
- Bundesliga: 1996–97, 1998–99
- DFB-Pokal: 1997–98
- DFB-Ligapokal: 1997, 1998
- UEFA Champions League runner-up: 1998–99

Germany
- UEFA European Championship: 1996

Individual
- kicker Torjägerkanone Award: 1994–95 Bundesliga top scorer
- kicker Bundesliga Team of the Season: 1994–95[5]